# Сильваниды
Сильваниды (лат. Silvanidae) — семейство насекомых из отряда жесткокрылых.

## Распространение
Распространены повсеместно, но большая их часть находится в тропиках. В Северной Америке распространены 32 вида из 14 родов. Древнейшая находка семейства в ископаемом состоянии происходит из мелового бирманского янтаря. Также найдены в ровенском янтаре (Nausibius radchenkoi).

## Экология и местообитания
Значительная часть жуков питаются грибами. Некоторые виды (Oryzaephilus surinamensis) являются вредителями запасов зёрна, муки и других продуктов.

## Классификация
Семейство состоит из двух подсемейств:
- Подсемейство Brontinae Erichson, 1845 (syn. Uleiotinae)
  - Триба Brontini Erichson, 1845 (syn. Uleiotini)
    - Роды: Australodendrophagus — Australohyliota — Brontoliota — Brontopriscus — †Cretoliota — Dendrophagella — Dendrophagus — Macrohyliota — Megahyliota — Microhyliota — Parahyliota — Protodendrophagus — Uleiota

  - Триба Telephanini LeConte, 1861 (syn. Psammoecini Reitter, 1880; Cryptamorphini Casey, 1884)
    - Роды: Aplatamus — Australophanus — Cryptamorpha — Euplatamus — Indophanus — Megapsammoecus — Psammaechidius — Psammoecus — Telephanus
- Подсемейство Silvaninae Kirby, 1837

- Роды: Acathartus — Acorimus — Afrocorimus — Afronausibius — Ahasverus — Airaphilus — Astilpnus — Austronausibius — Calpus — Cathartosilvanus — Cathartus — Coccidotrophus — Corimus — Eunausibius — Metacorimus — Monanus — Nausibius — Neosilvanus — Nepharinus — Nepharis — Oryzaephilus — Parasilvanus — Pensus — Protosilvanus — Pseudonausibius — Pseudosilvanus — Saunibius — Silvaninus — Silvanoides — Silvanolomus — Silvanoprus — Silvanops — Silvanopsis — Silvanosoma — Silvanus — Synobius — Synoemis 